# Suk Samran (huyện)
Suk Samran (tiếng Thái: สุขสำราญ) là một huyện (amphoe) của tỉnh Ranong, miền nam Thái Lan.

## Lịch sử
Huyện đã được lập ngày 1 tháng 4 năm 1992 thông qua việc tách phần phía nam của Kapoe.
Theo quyết định của chính phủ Thái Lan vào ngày 15 tháng 5 năm 2007, tất cả 81 tiểu huyện đều được nâng lên thành huyện. Với việc đăng công báo ngày 24 tháng 8, việc nâng cấp này thành chính thức
.

## Địa lý
Các huyện giáp ranh (từ phía bắc theo chiều kim đồng hồ) là: Kapoe của tỉnh Ranong, Ban Ta Khun của tỉnh Surat Thani, và Khura Buri của tỉnh Phang Nga. Về phía tây là biển Andaman.
Nửa phía đông của huyện thuộc Khu bảo tồn cuộc sống thiên nhiên hoang dã Khlong Nakha.

## Hành chính
Huyện này được chia thành 2 phó huyện (tambon), các đơn vị này lại được chia ra thành 13 làng (muban). Không có khu vực đô thị, có 2 Tổ chức hành chính tambon.
| \| STT. \| Tên \| Thai \| Số làng \| Dân số \| \| \| ---- \| -------- \| ----- \| ------- \| ------ \| \| \| 1. \| Nakha \| นาคา \| 7 \| 5.592 \| \| \| 2. \| Kamphuan \| กำพวน \| 6 \| 5.454 \| \| | Map of Tambon |       |         |        |  |
| STT. | Tên           | Thai  | Số làng | Dân số |  |
| 1. | Nakha         | นาคา  | 7       | 5.592  |  |
| 2. | Kamphuan      | กำพวน | 6       | 5.454  |  |